# Улица Бикерниеку
Улица Би́керниеку (латыш. Biķernieku iela) — улица в Видземском предместье города Риги. На всём протяжении имеет асфальтовое покрытие. Общая длина улицы составляет 8884 метра.
Улица Бикерниеку начинается от перекрёстка Густава Земгала гатве и Бривибас гатве, проходит в восточном направлении, пересекает Бикерниекский лес и продолжается до границы города Риги, за которой переходит в автодорогу P2.
Название улице дала старинная Бикерская лютеранская церковь Святой Екатерины, сохранившаяся до наших дней. Биккернская дорога (нем. Bickernscher Weg, латыш. Ceļš uz Biķerniekiem) впервые упоминается в Рижской адресной книге за 1868/1869 год. С начала XX века именуется улицей; её название никогда не изменялось.
Характерной особенностью улицы является то, что нечётные номера расположены по её правой стороне (при движении от начала к концу улицы).

## Достопримечательности
- Дом 13 — мемориальный музей Теодора Залькална[2].
- Дом 36 (постройки 1930 г.) является охраняемым памятником архитектуры местного значения[3].
- Дом 122 — поместье Каулу (Kaulu muiža)[4].
- Дом 146 — церковь Бикеру (Biķeru baznīca), лютеранский храм, памятник архитектуры XVIII века.
- Дом 200 — поместье Брекши (Brekšu muiža)[5]

## Прилегающие улицы
Улица Бикерниеку пересекается со следующими улицами:
- Улица Виля Гелбес
- Улица Арайшу
- Улица Структору
- Улица Таливалжа
- Улица Кастранес
- Улица Буртниеку
- Улица Лаймдотас
- Улица Кегума
- Улица Лиелвардес
- Улица Иерикю
- Улица Стигу
- Улица Улброкас
- Улица Сергея Эйзенштейна
- Улица Гиппократа
- Улица Эвалда Валтера
- Улица Кайвас
- Улица Юглас
- Улица Бикеру (Улброка)
- Улица Брекшу
- Улица Диваяс
- Улица Эзерниеку
- Улица Бебренес
- Улица Брекшу
- Улица Натурену
- автодорога P2

## Общественный транспорт
- По улице курсируют троллейбусы 13, 14, 17 и 18 маршрутов, а также автобусы 15, 16, 21, 31 и 48 маршрутов.